# Cartão QSL

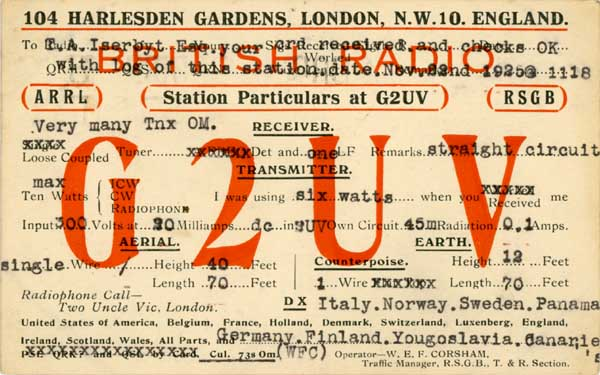
Um cartão QSL de 1925 do rádio-amador Bill Corsham, G2UV.

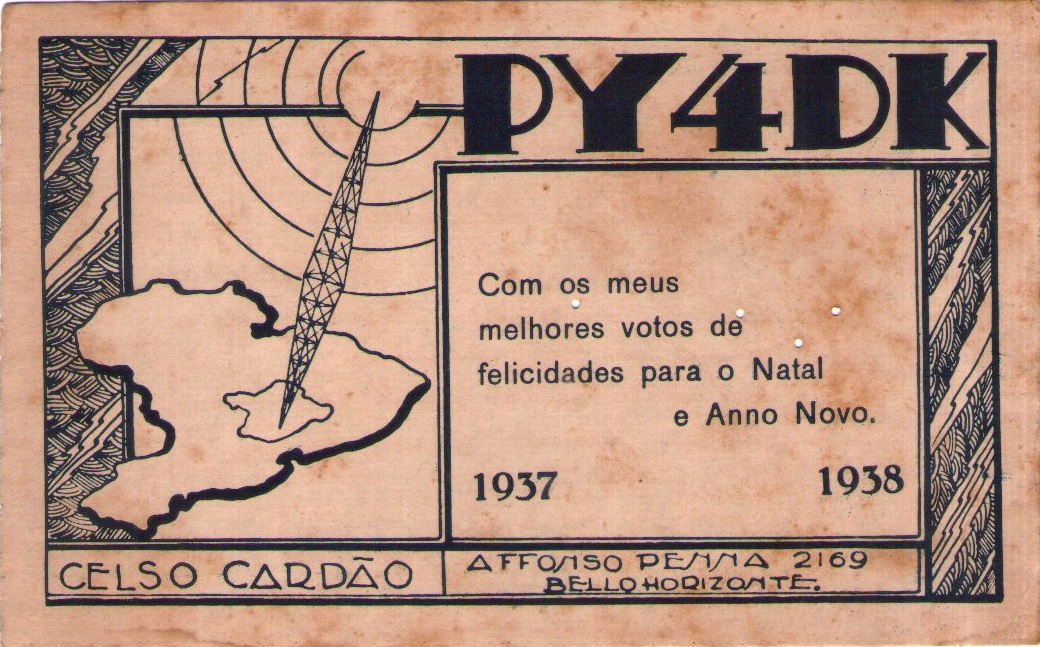
Cartão QSL de PY4DK, Belo Horizonte, Minas Gerais, Brasil, década de 1930.

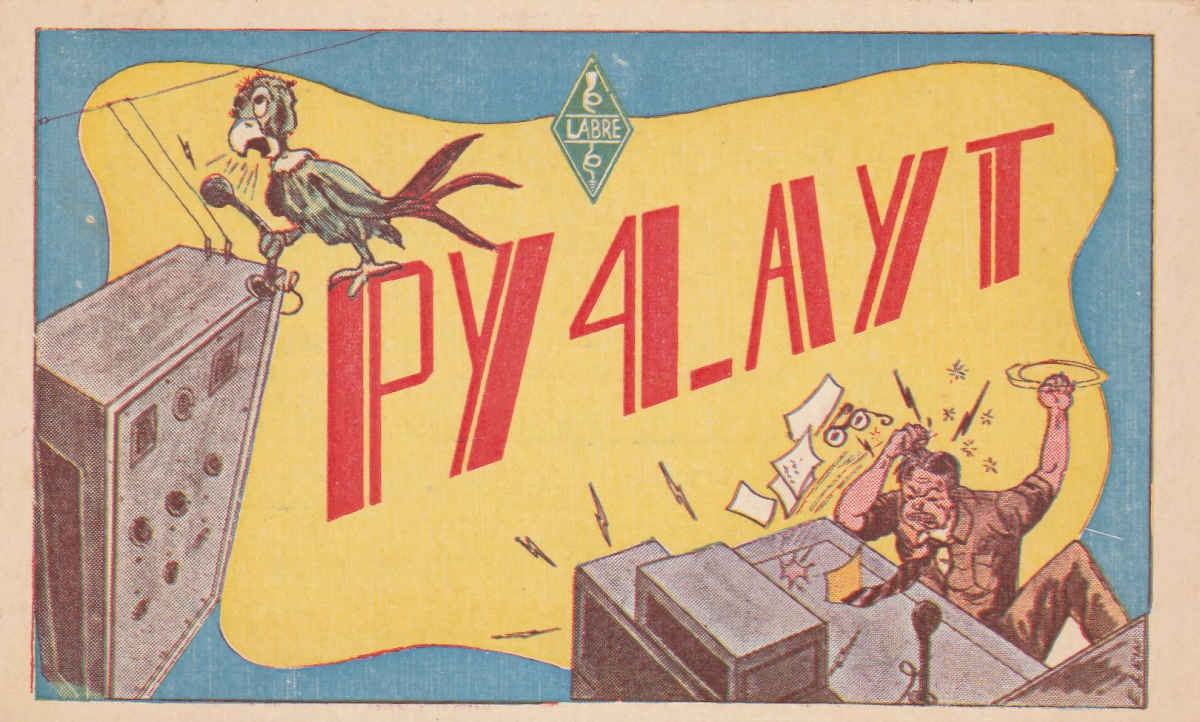
Cartão QSL de PY4AYT, Minas Gerais, Brasil.

Um cartão QSL é uma confirmação escrita de uma radiocomunicação bidirecional entre dois radioamadores ou estações da faixa do cidadão; uma recepção unidirecional de um sinal de uma emissora de rádio ou televisão; ou ainda a recepção de uma radiocomunicação bidirecional por um terceiro ouvinte. Um cartão QSL típico é do mesmo tamanho e feito do mesmo material que um cartão-postal e a maioria é enviada pelo correio.
O nome do cartão QSL vem do Código Internacional Q. As mensagens nesse código podem se referir a uma afirmação ou a uma pergunta (quando o código é seguido por um ponto de interrogação). Neste caso, "QSL?" significa "Você confirma o recebimento da minha transmissão?", ao passo que "QSL" (sem o ponto de interrogação) significa "Confirmo o recebimento de sua transmissão".

## Histórico
Durante os primeiros tempos da transmissão de rádio, a capacidade de um aparelho de rádio de receber sinais distantes era motivo de orgulho para muitos consumidores e amadores. Os ouvintes enviavam "relatórios de recepção" para estações de rádio na esperança de receber uma carta escrita para confirmar oficialmente que ouviram uma estação distante. À medida que o volume de relatórios de recepção aumentava, as estações passaram a enviar cartões postais contendo um breve formulário que confirmava a recepção. O colecionismo desses cartões tornou-se popular entre os ouvintes de rádio nas décadas de 1920 e 1930, e os relatórios de recepção eram frequentemente usados pelas primeiras grandes emissoras para avaliar a eficácia de suas transmissões. 
O conceito de enviar um cartão postal para verificar a recepção de uma estação (e posteriormente o contato bidirecional entre elas) pode ter sido inventado independentemente várias vezes. A referência mais antiga parece ser um cartão enviado em 1916 de 8VX em Buffalo, Nova York para 3TQ em Filadélfia, Pensilvânia (naqueles dias os prefixos ITU não eram utilizados). O cartão padronizado com indicativo, frequência, data, etc. pode ter sido desenvolvido em 1919 por CD Hoffman, 8UX, em Akron, Ohio - Estados Unidos. Na Europa, WEF "Bill" Corsham, 2UV, usou pela primeira vez um QSL quando operava em Harlesden, Inglaterra , em 1922.

## Uso no radioamadorismo

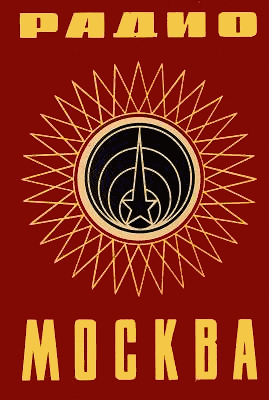
Um cartão QSL de 1969 da Rádio Moscou

Os operadores de rádio amadorismo trocam cartões QSL para confirmar o contato de rádio bidirecional entre as estações. Cada cartão contém detalhes sobre um ou mais contatos, a estação e seu operador. No mínimo, isso inclui o indicativo de chamada de ambas as estações participantes do contato, a hora e a data em que ocorreu (geralmente especificada em UTC), a frequência de rádio ou banda usada, o modo de transmissão usado e um relatório de sinal.  A União Internacional de Radioamadores e suas sociedades membros recomendam um tamanho máximo de 3½ por 5½ polegadas (140 mm por 90 mm).
Embora alguns cartões QSL sejam simples, eles são uma espécie de carta de apresentação de um radioamador e, portanto, são frequentemente usados para a expressão da criatividade individual - desde uma foto do operador em sua estação até obras de arte originais, imagens da cidade natal do operador ou da paisagem circundante, etc. Consequentemente, a coleta de cartões QSL com desenhos especialmente interessantes tornou-se uma rotina frequente ao invés da simples coleta de documentação impressa das comunicações de um radioamador ao longo de sua carreira no rádio.
Normalmente enviados usando sistemas postais internacionais comuns, os cartões QSL podem ser enviados diretamente para o endereço de um indivíduo ou por meio do escritório QSL da associação de rádio amador centralizado de um país, que coleta e distribui cartões para esse país. Isso economiza taxas de postagem para o remetente enviando vários cartões destinados a um único país em um envelope ou um grande número de cartões usando serviços de encomendas. Embora isso reduza os custos de postagem, aumenta o tempo de entrega devido ao tempo extra de manuseio envolvido.  Além dessas modalidades de redistribuição de cartões, há também de saída em escritórios em alguns países. Essas agências oferecem mais economia de postagem ao aceitar cartões destinados a muitos países diferentes e reembalá-los em pacotes que são enviados a agências de entrada específicas. A maioria dos escritórios QSL operados por sociedades nacionais de rádio amador são de entrada e saída, com a notável exceção dos Estados Unidos da América, e são coordenados pela International Amateur Radio Union (IARU).
Para países raros, que são aqueles onde há muito poucos operadores de rádio amador, lugares sem sistemas postais confiáveis (ou mesmo existentes), incluindo expedições a áreas remotas, um gerente de QSL voluntário pode lidar com o envio de cartões. Para expedições, isso pode chegar a milhares de cartões, e o pagamento ao menos da postagem é solicitado e é necessário para uma resposta direta (em oposição a uma devolução por meio de uma agência).
A internet possibilitou a notificação eletrônica como alternativa ao envio de um cartão físico. Esses sistemas utilizam bancos de dados informatizados para armazenar as mesmas informações normalmente verificadas pelos cartões QSL, em formato eletrônico. Alguns patrocinadores de prêmios operacionais de rádio amador, que normalmente aceitam cartões QSL para comprovação de contatos, também podem reconhecer um sistema QSL eletrônico específico na verificação de solicitações de prêmios.
- Um desses sistemas, chamado eQSL, permite a troca eletrônica de QSLs como imagens jpeg ou gif que podem ser impressas como cartões na impressora a jato de tinta ou laser local do destinatário ou exibidas no monitor do computador. Muitos programas de registro agora têm interfaces eletrônicas diretas para transmitir detalhes de QSO em tempo real para o banco de dados eQSL.cc.
- Outro sistema, o Logbook of The World (LoTW) da ARRL , permite que as confirmações sejam enviadas eletronicamente para os prêmios DX Century Club e Worked All States dessa organização . As confirmações são na forma de registros de banco de dados, assinados eletronicamente com a chave privada do remetente. Este sistema simplesmente corresponde aos registros do banco de dados, mas não permite a criação de cartões QSL pictóricos.

Apesar das vantagens dos QSLs eletrônicos, os cartões QSL físicos são muitas vezes lembranças históricas ou sentimentais de uma emissão memorável.

## Uso na escuta de ondas curtas
As emissoras internacionais de ondas curtas tradicionalmente emitem cartões QSL aos ouvintes para verificar a recepção da programação e também como forma de avaliar o tamanho de suas audiências, distâncias efetivas de recepção e desempenho técnico de seus transmissores. Os cartões QSL também podem servir como ferramentas de publicidade para a emissora de ondas curtas e, às vezes, os cartões incluem informações culturais sobre o país.

## Uso em TV, FM e AM
Os cartões QSL também são coletados por entusiastas de rádio que ouvem rádio FM distante ou estações de TV. Com o advento da radiodifusão digital há uma maior dificuldade com a recepção de sinais de TV fracos, no entanto as estações de rádio de transmissão AM muitas vezes respondem aos relatos dos ouvintes, principalmente se eles relatam receber seus sinais a uma distância significativa.